# Neotrigonometopus fuscifrons
Neotrigonometopus fuscifrons är en tvåvingeart som först beskrevs av Malloch 1926.  Neotrigonometopus fuscifrons ingår i släktet Neotrigonometopus och familjen lövflugor. Inga underarter finns listade i Catalogue of Life.